# Blanc !
Blanc ! (titre original : Blank!) est une nouvelle de science-fiction d'Isaac Asimov parue aux États-Unis en juin 1957 dans la revue Infinity Science Fiction, et publiée en France dans le recueil Flûte, flûte et flûtes !.
Le titre fut suggéré par Larry Shaw, directeur de Infinity, comme un jeu entre trois auteurs. Isaac Asimov rajouta le point d'exclamation ; Randall Garrett écrivit Blanc? et Harlan Ellison, Blanc.

## Résumé
Edward Barron a construit une machine à voyager dans le temps qu'il prétend absolument sûre. À August Poindexter qui craint le paradoxe temporel, Edward répond que si, par exemple, le paradoxe du grand-père était possible, Edward n'existerait déjà plus ; ses expériences prouvent que l'univers empêche tout paradoxe. August réticent, finit par accepter d'accompagner Edward.
La machine « infaillible » tombe en panne entre deux points du Temps. Le Néant l'absorbe, laissant seulement... le blanc !